# تداخل (اتصال)
يُشير مصطلح التداخل في سياق الاتصالات إلى أي تغير يطرأ على الإشارة أثناء نقلها من مصدرها إلى مستقبِلها عبر قناة الاتصال. وغالبًا ما يستخدم المصطلح للإشارة إلى التعديلات غير المرغوب فيها، وتشمل الأمثلة الشائعة ما يلي:
- التداخل الكهرومغناطيسي
- تداخل الإشارات والمعروف أيضًا باسم تداخل القناة المشتركة
- تداخل القناة المجاورة
- التداخل بين الرموز

ويٌعتبر التشويش شكل من أشكال التداخل، ولكن ليس كل تداخل يُعد تشويشا.